# Beschaffung
Beschaffung (auch Procurement, Purchasing oder Akquisition) ist in der Betriebswirtschaftslehre eine betriebliche Funktion in Unternehmen, die sich mit dem Einkauf und der Beschaffungslogistik von Material zur Weiterverarbeitung (Produktionsbetriebe) oder zum Weiterverkauf von Handelswaren (Handel) befasst.

## Begriff
Beschaffung:
- Der Beschaffungsprozess soll die bedarfsgerechte und wirtschaftliche Versorgung mit Waren sicherstellen. Zu ihm gehören, zum Beispiel im Handel, die Funktionen Einkauf, Disposition, Wareneingang, Rechnungsprüfung und Kreditorenbuchhaltung.[1]
- Nach engeren Definitionen liegt die Fokussierung auf der Produktion: Alles verfügbar machen, was in der Produktion benötigt wird (Realproduktionsgüterstrom)
- Zur Leistungserstellung muss die richtige Ware ('Objekte') in der richtigen Menge zum richtigen Zeitpunkt am richtigen Ort, in der richtigen Qualität und zu richtigen Kosten (wirtschaftlich) zur Verfügung stehen („6R“).[2]

Der Objektumfang der Beschaffung wird uneinheitlich abgegrenzt:
- In der Wirtschaft wird als Beschaffung im weiten Sinne die kostenoptimale Bereitstellung aller Einsatzfaktoren bezeichnet, die zur betrieblichen Leistungserstellung erforderlich sind. Beschaffungsobjekte können Materialien, Güter des Sachanlagevermögens, Rechte, Dienstleistungen, Finanzmittel und Personal sein.
- Beschaffung im Sinne der Materialwirtschaft beschäftigt sich mit der Beschaffung der zur Produktion erforderlichen Einsatzfaktoren, i. A. Materialien und Baugruppen.
- In der betriebswirtschaftlichen Literatur werden alle zur Erreichung des Sachzieles der Unternehmung erforderlichen Produktionsfaktoren (Roh-, Hilfs-, Betriebsstoffe, Personal/Arbeitskräfte, Kapital, Gewerbeimmobilien, Dienstleistungen, Rechte, externe Unternehmensdaten) als Beschaffungsobjekte bezeichnet.
- Insbesondere die Beschaffung von Finanzmitteln, Immobilien und Personal/Arbeitskräften bringt eine eigenständige Problemlandschaft mit sich, da in diesen Bereichen spezielle Marktgegebenheiten vorliegen. Aus diesem Grunde sind eigenständige Bereiche, wie der Finanzbereich, Facilitymanagement-Bereich und der Personalbereich hierfür zuständig.

Im allgemeinen Sprachgebrauch wird 'Beschaffung' häufig im engeren Sinn, als die Zuordnung von Material (Roh-, Hilfs- und Betriebsstoffe, Halbfabrikate, Handelsware) und Dienstleistungen, interpretiert.

## Begriffliche Abgrenzung und Aufgabe
Je nach Sichtweise ist die Beschaffungslogistik Teilgebiet des Einkaufs oder umgekehrt. Eine mögliche Betrachtungsweise ist die folgende: Wenn Sie im Laden einkaufen, dann ist dies Beschaffung. Wenn Sie die Ware aber im Laden stehlen, dann ist dies illegal und somit auch kein Einkauf, aber dennoch Beschaffung. Daraus würde folgen, dass Einkauf ein Teil der Beschaffung wäre. Die Aufgabenteilung zwischen Einkauf und Beschaffung hingegen ist klarer:
Aufgaben des Einkaufs (im engeren Sinn) sind
1. Beschaffungsmarktforschung (siehe auch Marktanalyse)
2. Ausschreibungen, Prüfung der Angebote, Erstellung der Preisspiegel
3. Vertragsverhandlung und -ausgestaltung (zum Beispiel Rahmenverträge und Planung der Bestellabwicklung)
4. Auswahl der Lieferanten (siehe auch Lieferantenbewertung)

Aufgaben der Beschaffungslogistik (im engeren Sinne) sind
1. Organisation der Anliefertransporte
2. Warenannahme und -eingangskontrolle
3. Lagerlogistik (Lagerwesen) (des Eingangslagers)
4. u. U. auch Transportlogistik (innerbetrieblich)

 Unterschiedliche Beschaffungsvarianten
Beschaffungsprozesse existieren in vielen unterschiedlichen Ausprägungen. Die Vorgehensweise und die Schwerpunkte (wie Lieferantenbeurteilung, Preisverhandlungen, Qualitätsanforderungen, das tatsächliche Liefern (Pünktlichkeit, Qualität …), Rechtsfragen, Finanzierung etc.) werden zum Beispiel von folgenden Kriterien bestimmt:
- Bedeutung der Güter: strategisch/kostenintensiv … unbedeutend
- Art der zu beschaffenden Ressourcen: Material, Rechte, Mitarbeiter, Dienstleistungen, Software, …
- Wiederholfrequenz der Beschaffung: Einmalige Vorgänge (Softwarebeschaffung – wird häufig in Form eines Projekts bearbeitet) gegenüber laufenden Vorgängen (Nachbestellungen im Handel; Bearbeitung über etablierte Prozesse)
- Prozess-Standardisierung: Standardisiert (national/international genormt, Unternehmensstandards) … individuelle Bearbeitung von Beschaffungsmaßnahmen
- Softwareverwendung: Mit SW unterstützt (E-Procurement) … manuell bzw. ohne spezielle Beschaffungssoftware bearbeitet

Die beschafften Güter selbst können – ebenfalls mit Auswirkung auf den Beschaffungsprozess – nach folgenden Kriterien unterschieden werden:
- Nach dem Umfang des Leistungsangebots, zum Beispiel bei Investitionsgütern (nach[3]): Produktgeschäft (Mehrfachfertigung, Angebot für breiten Markt), Systemgeschäft (komplexe Leistungsbündel für einen zunächst anonymen Markt), Anlagengeschäft (komplexe Leistungsbündel, i. W. kundenindividuell)
- Weiterverarbeitung der Beschaffungsgüter: unveränderter Absatz (im Handel) … modifiziert (Veredelung, Schlussmontage) … Produktions-Hilfsmittel (Werkzeuge, Rohmaterial, Nebenprodukte)
- Haltedauer der beschafften Güter: Direkter Durchlauf zum Absatz (z. B. bei Lieferung an Kunden durch den Lieferanten) … lange Verweildauer (Rohmaterialien, Güter zum eigenen Gebrauch)

Beschaffung = Absatz beim Lieferanten

Beschaffung: Beim Lieferanten zeitgleich Absatz

Der Sachverhalt 'Beschaffung' ist auf der Lieferantenseite 'Absatz', wobei der Beschaffer dort in der Rolle 'Kunde' auftritt. In der Durchführung von Beschaffungsmaßnahmen interagieren deshalb Funktionseinheiten beider Seiten gleichzeitig miteinander. Im Handels-H-Modell von Becker werden die dabei beteiligten Einheiten (am Beispiel für Handelsunternehmen) nahezu strukturanalog beschrieben:
- Beschaffungsseite: Einkauf → Disposition → Wareneingang → Rechnungsprüfung → Kreditorenbuchhaltung
- Absatzseite: Marketing → Verkauf → Warenausgang → Fakturierung → Debitorenbuchhaltung

Während etwa in Handelsbetrieben Produkte meist aus einer direkt vorgelagerten Beschaffung stammen, ggf. mit Zwischenlagerung, werden in anderen Branchen Vorleistungen häufig in den Produktionsprozessen direkt (ohne konkrete Beschaffungsmaßnahmen) verwendet; Beispiel: Eine Bank nutzt Kursdaten der Börse (= die Vorleistung) in einem für die Informationsversorgung von Kunden (= eigene Leistung/Produkt) verwendeten Depotverwaltungssystem. Der Beschaffungsschwerpunkt zu Letzterem liegt z. B. auf den (einmalig und zeitlich früher stattgefundenen) Verhandlungen und Vereinbarungen zur laufenden Nutzung solcher Vorleistungen.

## Operativer Beschaffungsprozess

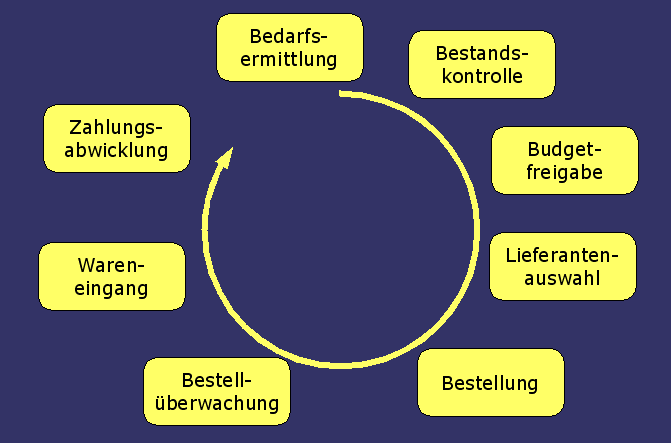
Operativer Beschaffungsprozess

Die Beschaffung eines Artikels wird durch die Materialdisposition angestoßen, welche eine Bestellanforderung (SAP-Abkürzung: BANF) auslöst. Im Produktionsbetrieb ist die Disposition eine Teilfunktion der Produktionsplanung und -steuerung. Die Bestellung umfasst zumindest Artikel, Menge und Lieferzeitpunkt und -ort. Die Bestellung erfolgt bei einem Lieferanten, der in aller Regel bereits bekannt ist und mit dem ein Rahmenvertrag besteht. Die Auswahl der Lieferanten, sowie deren Bewertung hat einen besonderen Stellenwert in allen Betrieben mit einer Zertifizierung nach ISO9001 und darauf aufbauenden Managementsystemen (bspw. EN9100, ISO 13485, IATF16949). Hier findet eine strenge prozess- und kundenorientierte Steuerung der produktrelevanten Lieferanten Anwendung.  Einige Beschaffungsverfahren sehen sogar vor, dass der Lieferant den Lagerbestand online überwacht und beim Unterschreiten des Bestellbestandes die fehlenden Waren unaufgefordert anliefert. Die Beschaffung beeinflusst ganz wesentlich die Kosten- und die Liquidität eines Unternehmens.

## Strategische Beschaffung
Während Beschaffungsmaßnahmen für operative Zwecke in der Regel im Rahmen definierter Geschäftsprozesse bearbeitet werden, kann es in Fällen mit besonderer Bedeutung, zum Beispiel wenn sie strategisch wichtig sind, zweckmäßig sein, die Beschaffung formal als Projekt abzuwickeln. Gründe dafür können sein:
- Die Beschaffung bereits in der Phase der Produktentwicklung [… beim Hersteller] zu planen.[6]
- Das Vorgehen zur Beschaffung individuell bzw. anders als im Beschaffungsprozess (Standard) festzulegen, zum Beispiel die Anwendung eines speziellen Vorgehensmodells, individuelle Entscheidungskriterien, fest definierte Meilensteine etc.
- Bestimmte Beteiligte mit individuell festgelegten Rollen einzubeziehen
- Spezielle Vorgaben zu Budget und Terminen zu definieren – für die z. B. ein für Projekte übliches Reporting erwartet wird.

Die Beschaffung wird hierbei ebenfalls über Prozesse bearbeitet – die jedoch in einer Projekt-Vorgehensweise eingebunden sind.
Das PMBOK Guide sieht für ein solches Vorgehen sechs Hauptprozesse vor:

### Beschaffungsplanung
In der Beschaffungsplanung wird ermittelt, welche Dienstleistungen oder Sachmittel zu beschaffen sind. Dies wird sich oft aus einem Abgleich der Ergebnistypen (Definition von Inhalt und Umfang) und den intern verfügbaren Ressourcen ergeben. Aufgaben sind die Mengenplanung, die Zeitplanung, und die Preisplanung.

### Angebotsplanung
In der Angebotsplanung werden die Leistungsbeschreibungen für die einzuholenden Angebote erstellt. Außerdem müssen die potentiellen Lieferanten identifiziert werden. Außerdem werden die Kriterien definiert, nach denen die Lieferanten beurteilt werden sollen (z. B. Preis der Ware oder Dienstleistung, techn. Kompetenz, gute Erfahrungen/Zuverlässigkeit, finanzielle Stabilität des Unternehmens, Verfügbarkeit usw.)

### Angebotseinholung
Danach werden die Angebote von den potentiellen Lieferanten eingeholt.

### Lieferantenauswahl
Im Prozess der Lieferantenauswahl werden die definierten Auswahlkriterien angewendet (oder erneut angepasst, falls kein Lieferant in der Lage ist entsprechend der Leistungsbeschreibung zu liefern).

### Vertragsabwicklung
Vertragsabwicklung bedeutet im vorliegenden Zusammenhang die kontinuierliche Betreuung bzw. Überprüfung des Lieferanten mit dem Ziel, die korrekte und zeitgerechte Erbringung der vereinbarten Dienstleistung sicherzustellen. Zeichnen sich Schwierigkeiten ab, eskaliert der Projektmanager beim zuliefernden Unternehmen.

### Vertragsbeendigung
Nach Abschluss der Zulieferung wird die Lieferbeziehung ordentlich beendet. Hierzu könnte – je nach Projekt – z. B. die Bezahlung der Abschlussrechnung sein, Durchführung eines Abschlussgesprächs (Lessons Learned), Vereinbarungen über die Nennung des Projekts als Referenzprojekt für den Zulieferer usw.

## Beschaffung in Deutschland
Größter Beschaffer in Deutschland ist der Staat: Bund, Länder und Gemeinden kaufen pro Jahr für rund 250 Milliarden Euro Waren und Dienstleistungen ein. Auf Bundesebene gibt es zwei große Beschaffungsbehörden: Zum einen das Bundesamt für Ausrüstung, Informationstechnik und Nutzung der Bundeswehr (BAAINBw) mit einem Jahresvolumen von rund 3,7 Milliarden Euro und das Beschaffungsamt des Bundesministeriums des Innern mit einem Jahresvolumen von rund 700 Millionen Euro. Im Bereich der Wirtschaft ist die Deutsche Bahn AG mit einem jährlichen Volumen von rund 20 Milliarden Euro einer der größten Beschaffer in Deutschland.

### Rechtliche Vorgaben
Das BAAINBw muss sich, ebenso wie andere nationale Beschaffungsbehörden in der EU, bei den Beschaffungen an die Richtlinie 2009/81/EG über die Beschaffung von Verteidigungsgütern und sensiblen Sicherheitsgütern halten. Die Bereichsspezifischen Besonderheiten der Beschaffung verteidigungs- und sicherheitsrelevanter Leistungen werden in der Vergabeverordnung Verteidigung und Sicherheit (VSVgV) geregelt.